# Макаревский, Александр Андреевич
Александр Андреевич Макаревский (1924—1974) — генерал-майор МВД СССР, начальник УВД Смоленского облисполкома в 1964—1974 годах.

## Биография
Александр Андреевич Макаревский родился 10 января 1924 года в деревне Чернено Смоленского уезда. С шестнадцатилетнего возраста работал. В 1942 году был призван на службу в Рабоче-Крестьянскую Красную Армию и направлен на фронт Великой Отечественной войны. Участвовал в Сталинградской и Курской битвах, освобождении Украинской ССР. Неоднократно отличался в боях.
После окончания войны Макаревский в звании гвардии лейтенанта был уволен в запас. Вернулся в Смоленск. В 1947 году был избран первым секретарём Смоленского горкома ВЛКСМ. В 1957 году руководил итальянской делегацией на Всемирном фестивале молодёжи и студентов в Москве, за что был награждён итальянской медалью.
С ноября 1964 года Макаревский возглавлял Управление внутренних дел Смоленского облисполкома. В 1968 году получил звание комиссара милиции 3-го ранга, в 1973 году — генерал-майора милиции. Умер в 1974 году, похоронен на Тихвинском кладбище Смоленска.
Был награждён двумя орденами Трудового Красного Знамени, орденами Отечественной войны 2-й степени, Красной Звезды, «Знак Почёта», медалями «За отвагу», «За боевые заслуги», «За оборону Сталинграда» и многими другими медалями.